# Ureterocele
El ureterocele es la dilatación quística del uréter distal intravesical (dentro de la vejiga urinaria).
Se trata de una malformación congénita de las vías urinarias. Se asocia a un componente genético ya que se han observado algunos casos entre hermanos. Se ha atribuido a la ruptura retardada, o canalización incompleta, de la membrana de Chwalla, que divide al conducto de Wolf del seno urogenital en el momento de la formación de la yema ureteral durante el desarrollo embrionario, o a una deficiencia intrínseca del componente muscular del uréter distal. 
El uréter normal lleva la orina desde el riñón hasta la vejiga urinaria, pero las personas que padecen ureterocele suelen tener en un 80% de casos, un doble sistema colector o duplicidad ureteral para un mismo riñón. Esta duplicidad puede ser incompleta o en Y, con una sola desembocadura en la vejiga, o completa, con dos desembocaduras ureterales independientes. En este último caso, el 50% de personas que lo padecen, presentan reflujo de la orina al uréter que desemboca más arriba. También puede asociarse a estenosis pieloureteral del sistema inferior y megauréter (uréter muy agrandado o dilatado) del sistema superior. En la duplicidad completa, el uréter procedente del grupo calicilar superior, suele desembocar en la parte más caudal (inferior) de la vejiga y el uréter del grupo calicilar inferior lo hace más cranealmente (parte superior). 
La disminución del calibre ureteral a su entrada en la vejiga, inferior al normal, dificulta la entrada de orina en la misma, acumulándose en el uréter.

## Datos epidemiológicos
Su incidencia es de un caso por cada 500 a 5000 nacidos vivos.
Es de cuatro a seis veces más frecuente en niñas que en niños.
Es frecuente su asociación a la presencia de un doble sistema colector completo. El 80% de ureteroceles ectópicos se asocian con duplicidad  ureteral completa y al mismo tiempo un 13% de pacientes con reflujo por duplicidad ureteral tienen un ureterocele.

## Sintomatología
- Náuseas
- Cefalea
- Ardor al orinar
- Dolor en la región pelviana o lumbar
- Fiebre (si lo acompaña una infección)
- Sepsis con punto de partida renal

## Diagnóstico
El diagnóstico puede establecerse por ecografía de todo el tracto urinario (técnica de diagnóstico por imágenes que utiliza ondas de sonido de alta frecuencia, que tras atravesar tejidos de diferente densidad, son computabilizadas, dando una imagen de los vasos sanguíneos, tejidos, órganos internos, colecciones de líquido, masas, etc.). En ocasiones debe realizarse una pielografía endovenosa (PEV) que es una técnica diagnóstica radiológica en la que se administra un contraste endovenoso, que durante su excreción por la vía urinaria permite visualizar mediante radiografías seriadas, la velocidad y trayectoria del flujo urinario. También permite detectar alteraciones morfológicas congénitas (duplicidad pielocalicilar) o patológicas (hidronefrosis, obstrucciones intrínsecas y extrínsecas, etc.).
UROGRAMA ESCRETOR,CISTOURETEROGRAFIA MICCIONAL EN PACIENTES ADULTOS

## Tratamiento
El tratamiento debe ser individualizado. Varía de un niño a otro, teniendo en cuenta su edad, estado general, antecedentes patológicos, gravedad del trastorno o de otras patologías concomitantes, etc.
El tratamiento del ureterocele dependerá de la magnitud de la obstrucción y de la función  del riñón afecto. Si el ureterocele es muy grande y hay mucha orina acumulada, la solución deberá ser quirúrgica mediante drenaje. Los ureteroceles más grandes o que condicionan reflujo urinario, tienen mayor indicación quirúrgica. Si existe una duplicidad ureteral es posible resecar uno de los sistemas colectores duplicado y dejar intacto el otro. Si un riñón llega a estar dañado debe plantearse efectuar una resección parcial del mismo (quitar parte del riñón).
En ocasiones, puede liberarse la obstrucción del uréter distal mediante la colocación de un Stent (dispositivo) que mantiene permeable y dilatada la luz estrecha del uréter.
Si el ureterocele es pequeño y no afecta a la función del riñón puede estar indicado hacer seguimiento médico sin intervención invasiva.
Imagen de ureterocele: 
- Datos: Q782515
- Multimedia: Ureterocele / Q782515